# Sjukvårdare

Star of Life är en internationell symbol för ambulanssjukvård.

Sjukvårdare är en generell term för en person som är involverad i sjukvård, speciellt inom räddningstjänsten. Sjukvårdare är inte samma sak som sjuksköterska.

## Typer av sjukvårdare

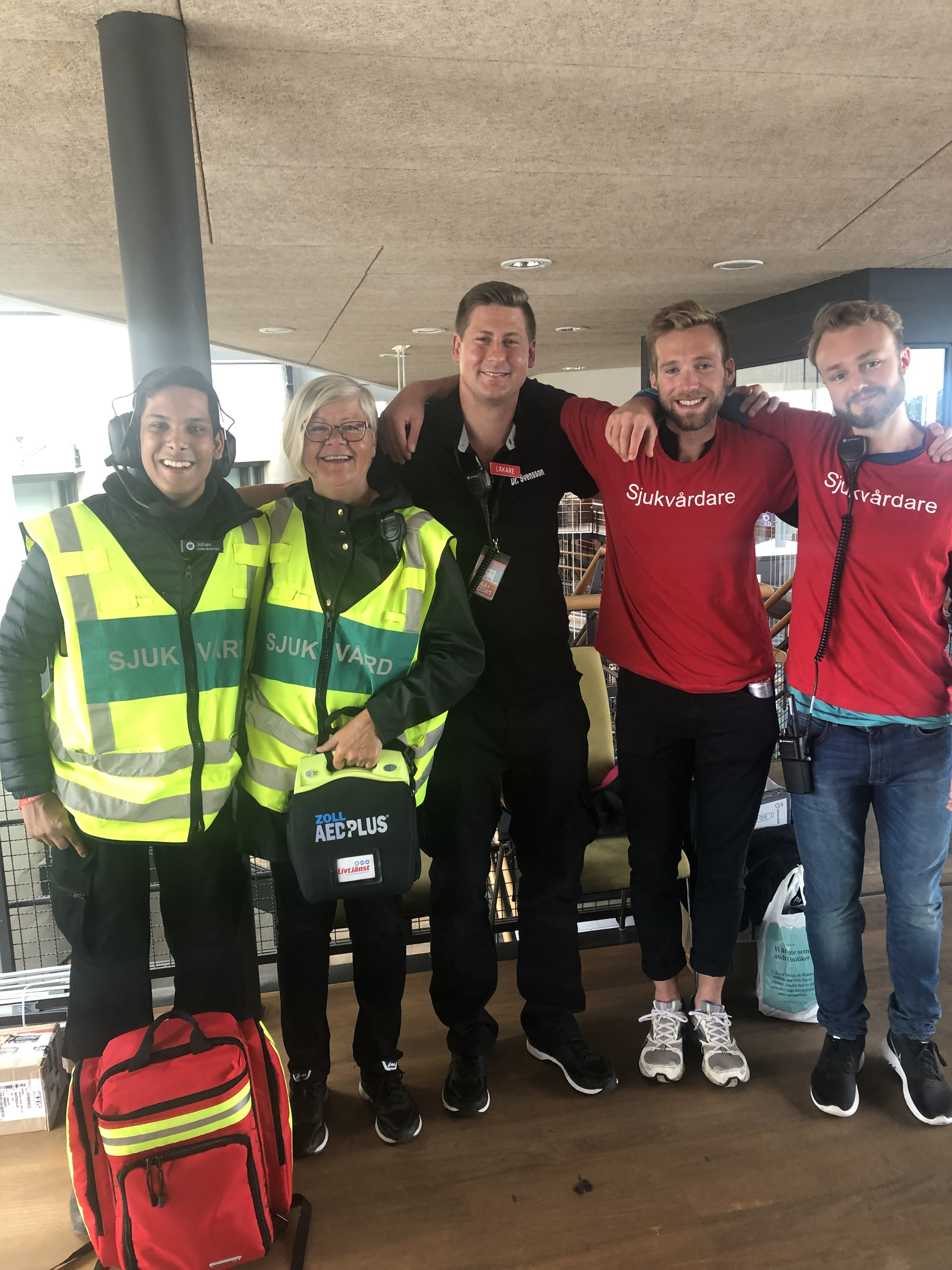
Sjukvårdare på musik evenemang med professionerna läkare, sjuksköterska samt undersköterska, 2019.

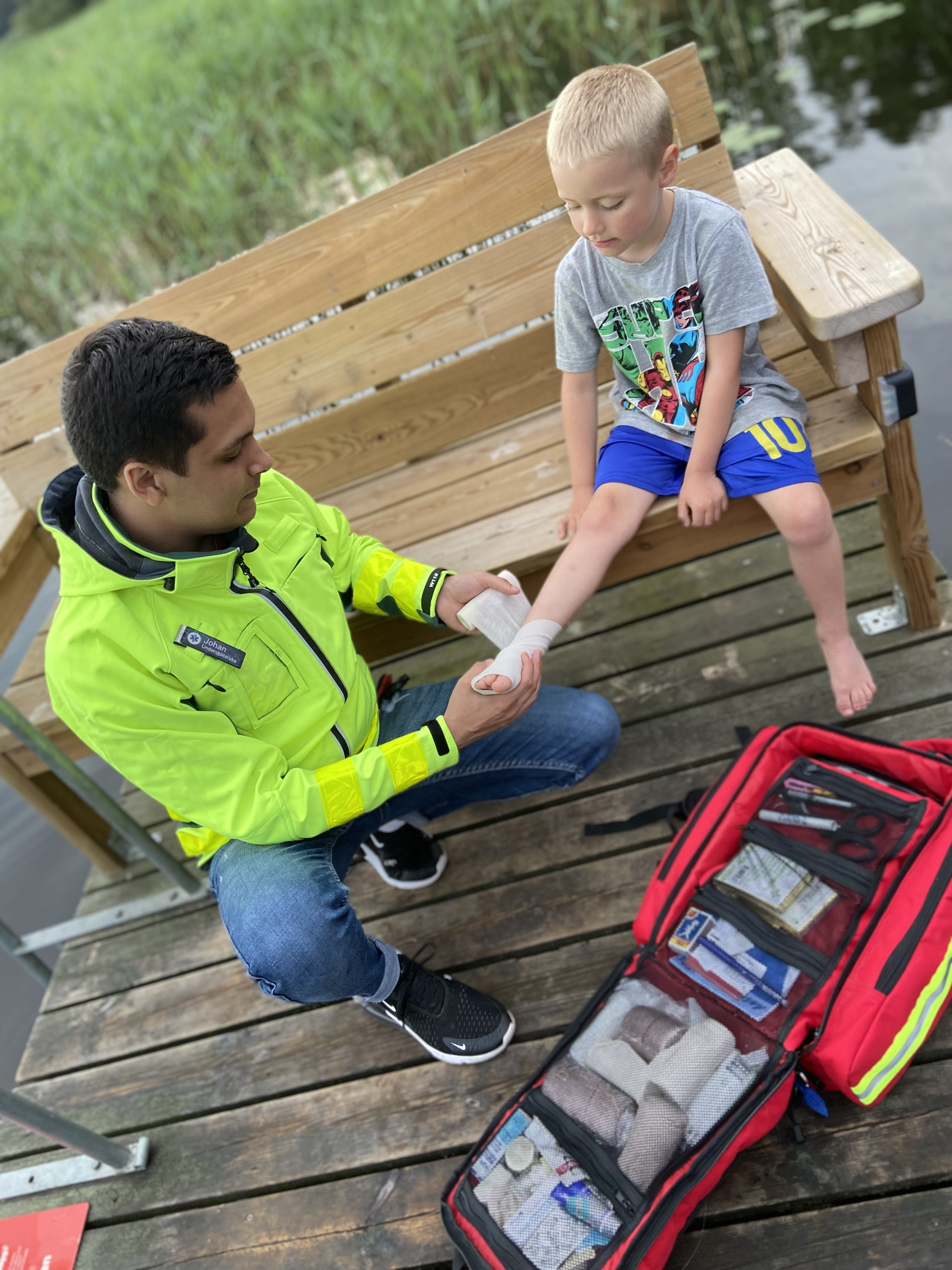
Sjukvårdare lindar en stukad fot

### Sjukvårdare kan syfta på personer i följande roller
- Ambulanssjukvårdare och ambulanssjuksköterska är en person som ger prehospital vård och som kräver specifik utbildning i ambulanssjukvård. Ambulanssjukvårdare är antingen undersköterskor som läst en tilläggsutbildning i ambulanssjukvård eller grundutbildad sjuksköterska som jobbar i ambulans medan en ambulanssjuksköterska som är en skyddad yrkestitel är en sjuksköterska med en specialistutbildning inom ambulanssjukvård (60hp)[1]. Det förekommer även ambulanssjukvårdare som endast är grund utbildade undersköterskor, dessa har dock ofta en tidigare bakgrund inom akutsjukvården.
- Backsjukvårdare, personal utbildad av SLAO eller Röda Korsets Första Hjälpengrupper med specialkunskaper för att hjälpa skadade i utförsåkningsolyckor.
- Sjukvårdsman, en soldat med viss sjukvårdsutbildning, som är ansvarig för att ge första hjälpen och behandla trauma på slagfältet.
- Stridssjukvårdare är en speciellt utbildad soldat som tar  hand om sårade i krig och handhar viss speciell sjukvårdsutrustning.
- Sjukvårdare på evenemang är ofta anställda av privata bolag som hyrs in av evenemanget och har ofta minst en utbildning till undersköterska om denne inte jobbar som under frivillighetsorganisation Röda korset. Då har personen istället gått en kortare intern utbildning på cirka 40 timmar via Röda korset, och kallas då istället "första hjälpare" [2].